# برج الغدير
بلدية برج الغدير هي بلدية تقع جنوب ولاية برج بوعريرج وتبعد عنها بحوالي 27 كم، وبـ 240 كم عن شرق العاصمة الجزائر، يحدها كل من بلدية بليمور، رأس الوادي، غيلاسة، تقلعيت، والحمادية.

## السكان
حسب الإحصاء العام للسكان والسكن لسنة 2008 بلغ عدد سكان بلدية برج غدير 26,042 نسمة.

## وصلات خارجية
- موقع آمال سريع برج الغدير
- [ http://n3m.sbilya.com/vb/ المنتديات التعليمية بر الغدير لكل الجزائريين والعرب]